# McComb (Ohio)
McComb is een plaats (village) in de Amerikaanse staat Ohio, en valt bestuurlijk gezien onder Hancock County.

## Demografie
Bij de volkstelling in 2000 werd het aantal inwoners vastgesteld op 1676.
In 2006 is het aantal inwoners door het United States Census Bureau geschat op 1656, een daling van 20 (-1.2%).

## Geografie
Volgens het United States Census Bureau beslaat de plaats een oppervlakte van
2,5 km², waarvan 2,4 km² land en 0,1 km² water. McComb ligt op ongeveer 241 m boven zeeniveau.

## Plaatsen in de nabije omgeving
De onderstaande figuur toont nabijgelegen plaatsen in een straal van 16 km rond McComb.